# Appellplatz (Konzentrationslager)

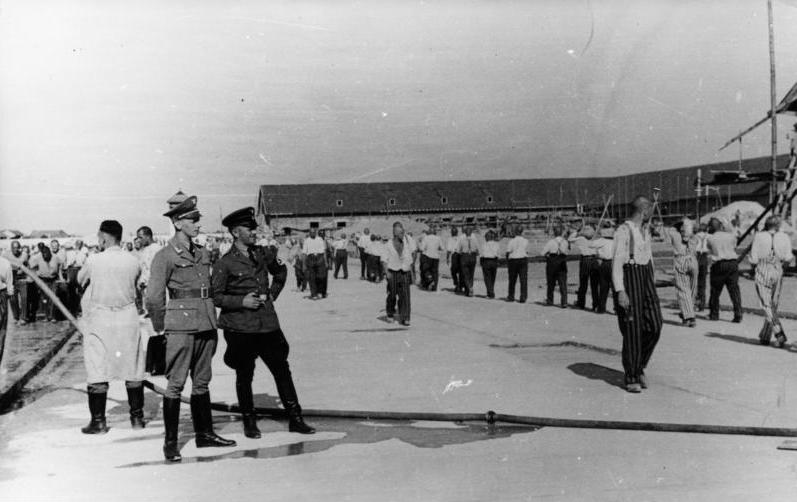
Häftlinge und SS-Männer auf dem Appellplatz, eines der zahlreichen NS-Propaganda-Fotos aus dem „Vorzeigelager“ KZ Dachau (Juni 1938)

Der Appellplatz war in den Konzentrationslagern der zentrale Platz auf dem Häftlingsgelände, auf dem morgens und abends der Zählvorgang (Appell) der Häftlinge stattfand.

## Zählappell

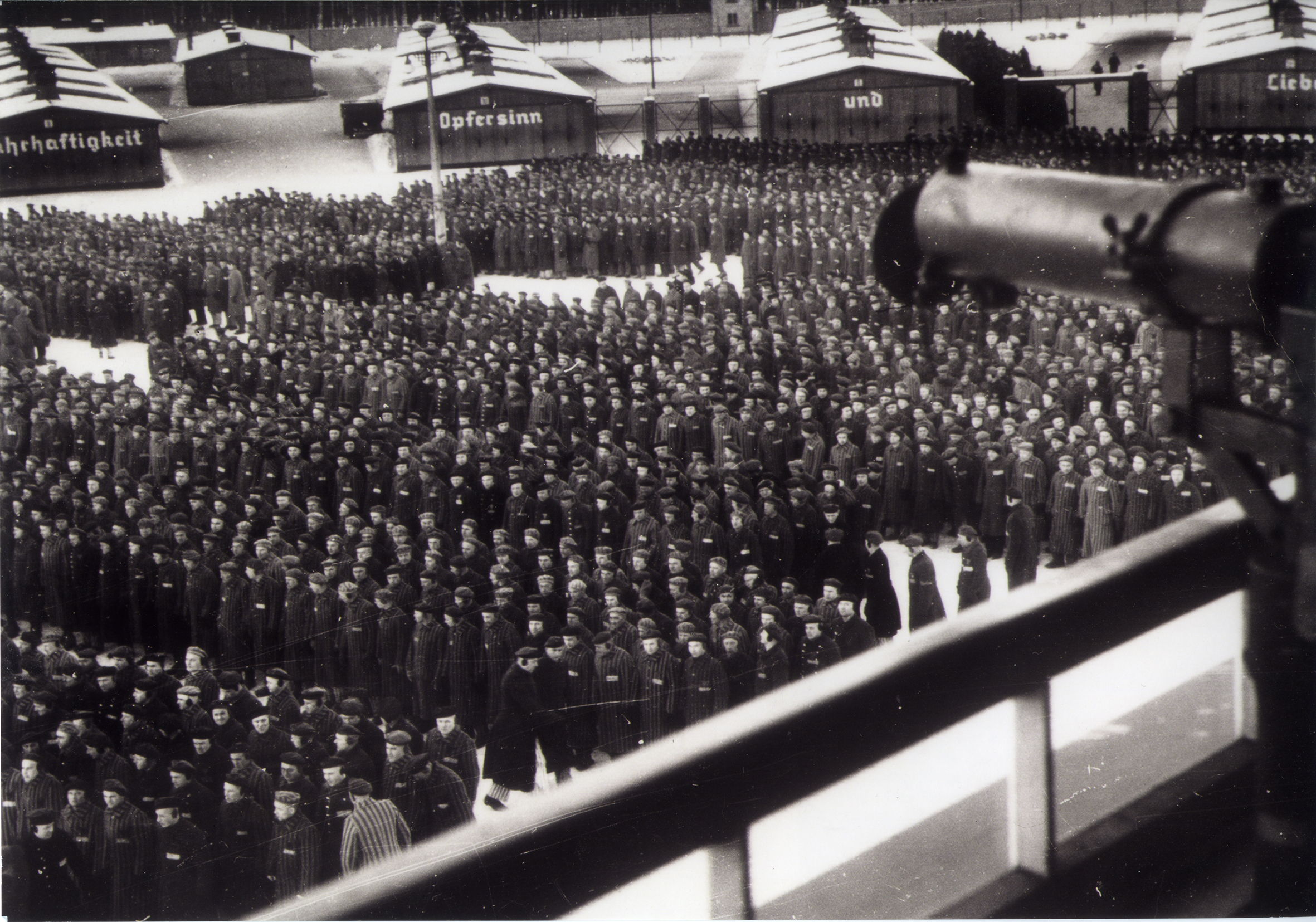
Häftlinge beim Zählappell im KZ Sachsenhausen (Januar 1936)

Am Morgen lief zuerst der Zählappell ab, dann folgte von den Kapos die Anweisung, nun die Arbeitskommandos zu formieren, und die Gruppen verließen den Platz.
Zur Mittagsmahlzeit kehrten die Häftlinge ins Lager zurück. Hatten Aufseher zwischenzeitlich festgestellt, dass eine Schlafstätte oder ein Spind in den Baracken unaufgeräumt war – oder absichtlich in Unordnung gebracht wurde – dann bekam der betreffende Häftling kein Essen und musste stattdessen die Ordnung wiederherstellen. Nach jeder Mahlzeit hatten die Häftlinge die Baracken zu putzen. Anschließend gab es in manchen Lagern einen kurzen Zählappell.
Der abendliche Zählappell dauerte meist länger, bis alle Häftlinge von den Arbeitseinsätzen zurück waren. Je nach Anzahl der Häftlinge und Größe eines Lagers dauerte er etwa eine Stunde. Bei Komplikationen (Fluchtversuch o. Ä.) konnte der abendliche Appell mehrere Stunden dauern. Nach dem Abendappell war die Essensausgabe.

## Die Uneingeteilten

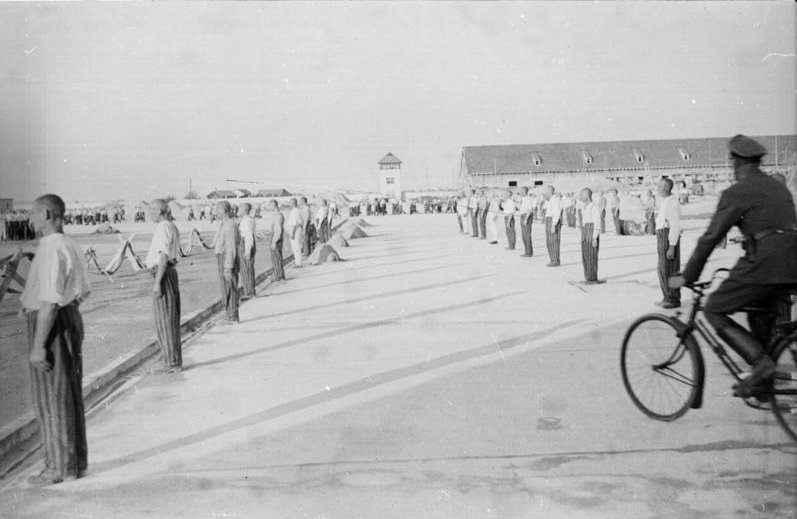
Die Uneingeteilten im KZ Dachau (Juni 1938)

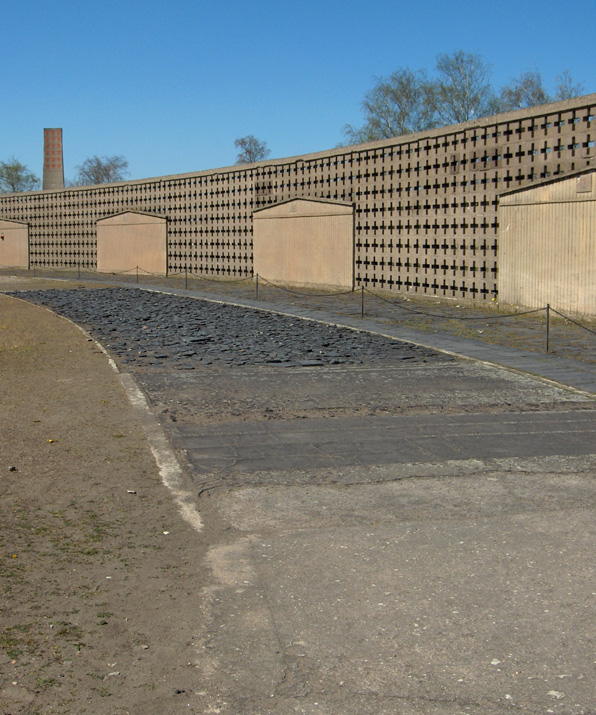
Teilstrecke für das Schuhläufer-Kommando im KZ Sachsenhausen

In den Lagern gab es die sogenannten Uneingeteilten. Dies waren Häftlinge, die temporär keinem festen Arbeitskommando zugeteilt waren. Die SS zog sie bei Bedarf zu anfallenden Gelegenheitsaufgaben heran. Sie waren beauftragt, gegen Mittag und Abend die Mahlzeiten in die Baracken auszutragen. Die gefüllten Kessel wogen etwa 65 bis 70 Kilogramm.
Kam es zum Verschütten des Essens, etwa durch Stolpern, wurde der Häftling beschuldigt, er habe seine Mithäftlinge des Essens beraubt. Ansonsten hatten sie auf dem Appellplatz in Habachtstellung zu stehen und zu warten, oder unter dem Kommando eines Funktionshäftlings zu marschieren und im Gleichschritt zu exerzieren. Zu den Exerzierübungen zählte der Laufschritt in den an männliche Häftlinge ausgegebenen Holzschuhen, das Hinlegen und Rollen, Kniebeugen und andere körperliche Übungen. Weibliche Häftlinge waren in den Lagern grundsätzlich barfuß, was das oft stundenlange Stehen auf dem Appellplatz insbesondere bei winterlicher Kälte zu einer besonderen Strapaze werden ließ.
Im Winter, bei frostigen Temperaturen, waren die Exerzierübungen erträglicher als bewegungsloses Stehen auf dem Appellplatz.
1940 legte die SS auf dem Appellplatz KZ Sachsenhausen eine Schuhprüfstrecke an. Häftlinge mussten bis zu 40 km am Tag marschieren, um Schuhsohlenmaterial zu testen.

## Strafstehen

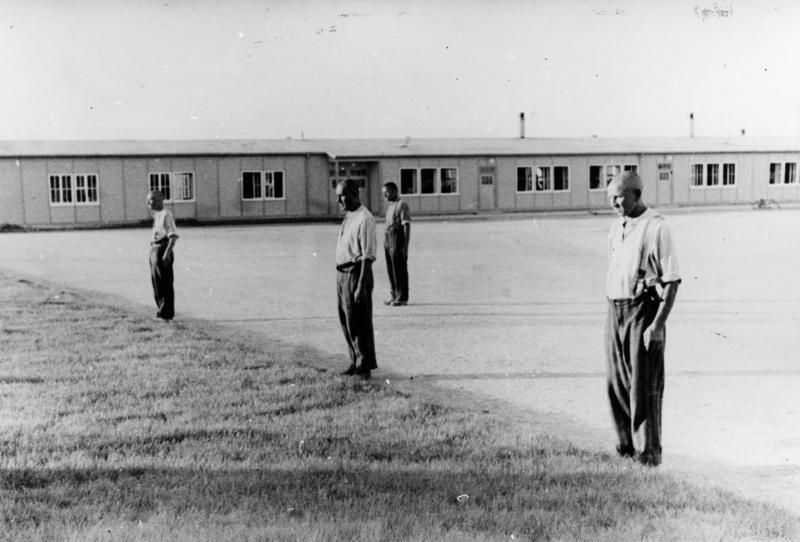
Strafstehende Häftlinge auf einem Appellplatz (Juni 1938)

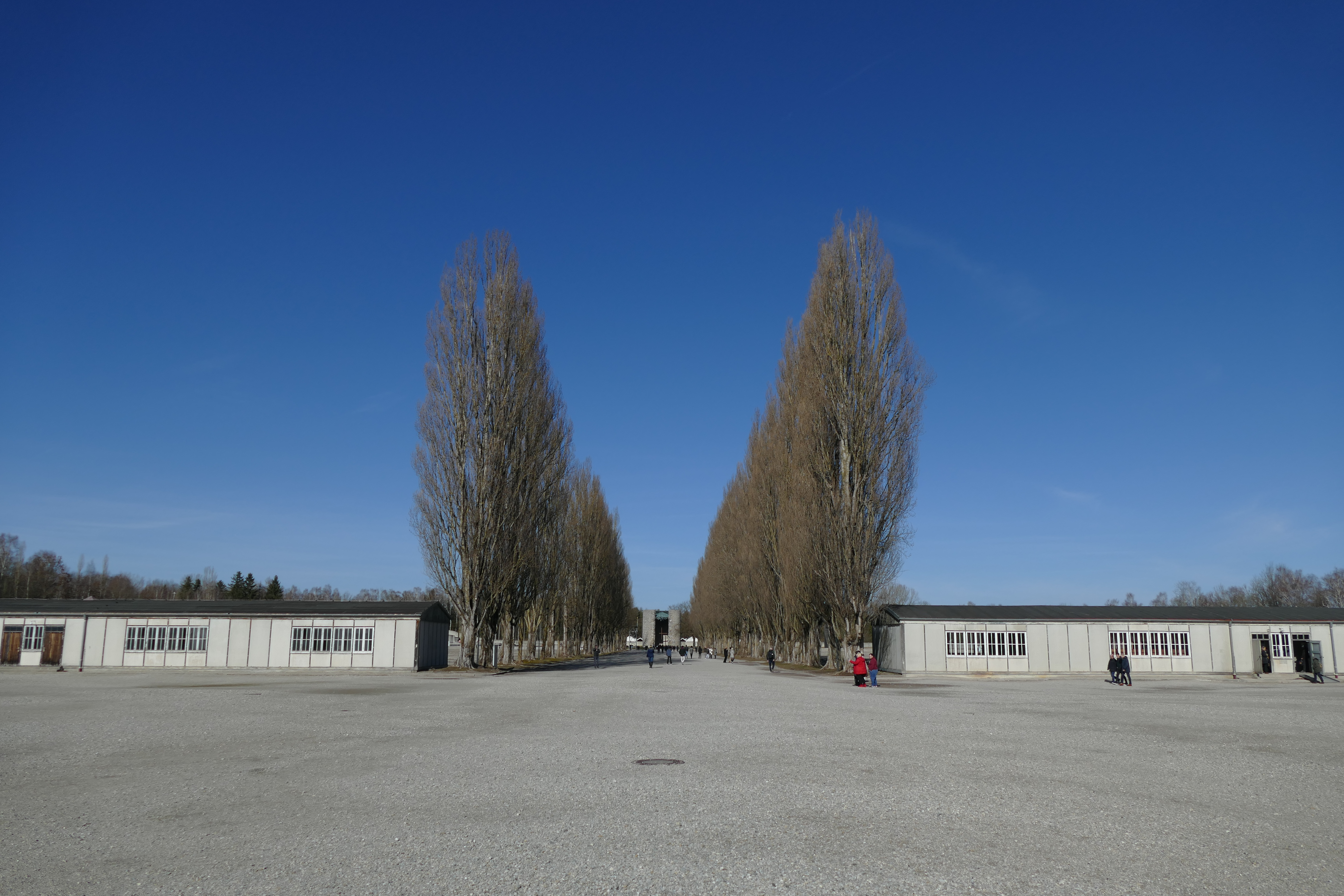
Appellplatz im KZ Dachau (2020)

Fehlte beim Zählappell ein Häftling oder war ihm gar die Flucht gelungen, so mussten die restlichen Häftlinge strafstehen. Dem Häftling Louis Übrig war im Lager Dachau 1939 die Flucht gelungen, die gesamten Häftlinge mussten daraufhin in eisiger Nacht strafstehen, wobei es zu Todesfällen kam.
Die Bestrafung ganzer Gruppen für das „Fehlverhalten“ eines einzelnen Häftlings führte zu verstärkter gegenseitiger Kontrolle. Dies und der Einsatz von Funktionshäftlingen ermöglichte der SS einen relativ geringen Aufwand an SS-Wachpersonal.
Sehr geschwächten Häftlingen, beispielsweise „Muselmännern“, fiel das Strafstehen äußerst schwer. Die SS nutzte das Strafstehen auch zur Selektion sogenannter Arbeitsunfähiger.

## Selektionen
Das Selektieren von Häftlingen, die als arbeitsunfähig betitelt wurden, erfolgte meist auf dem Appellplatz, das Ziel war der Abtransport in Tötungsstätten. In Dachau erfolgte dies beispielsweise durch Lagerärzte sowie durch Kapo Heiden.